# 로이스강

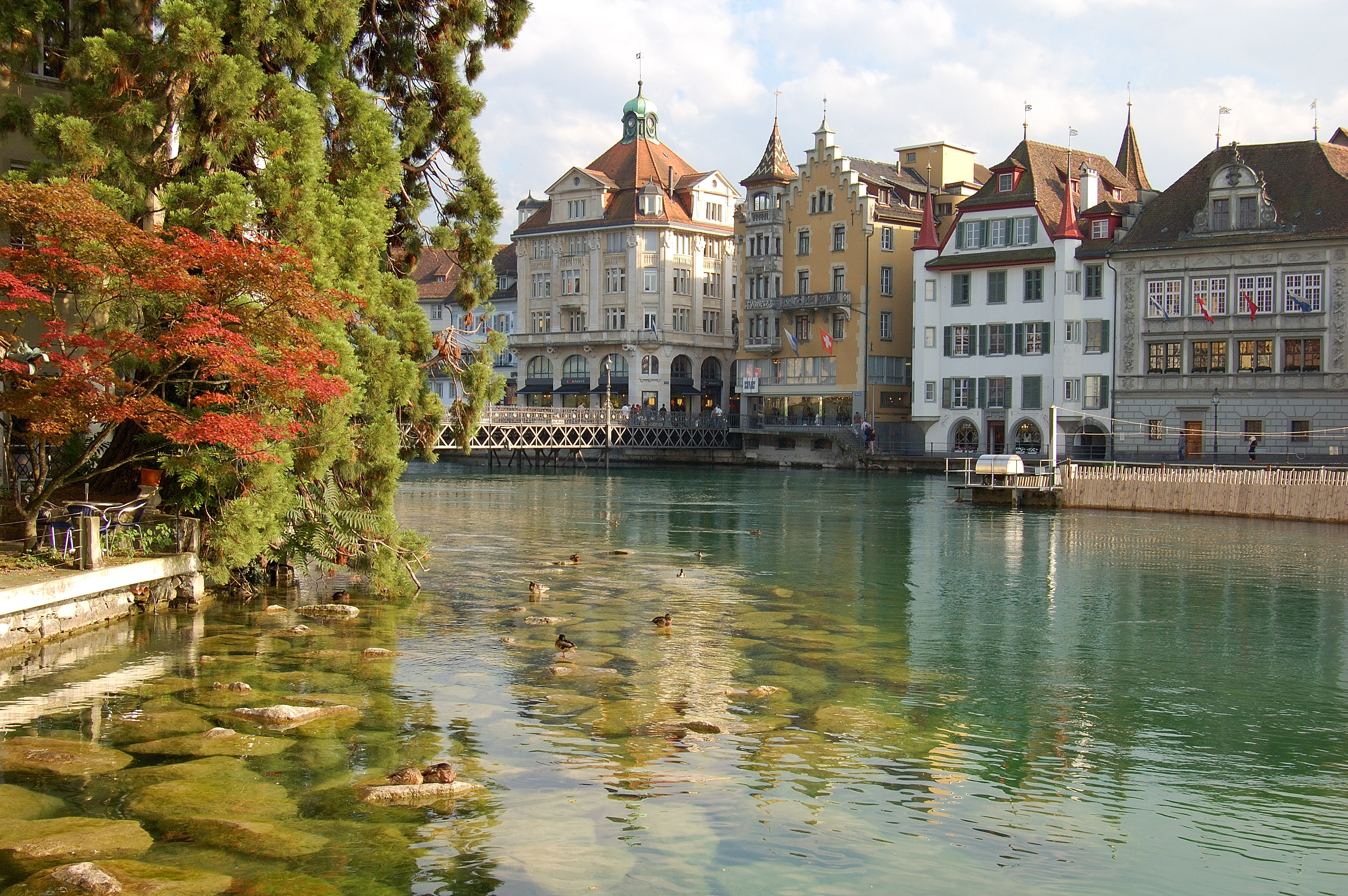

로이스강(독일어: Reuss)은 스위스에 위치한 강으로서 4번째로 긴 강이다. 총 길이 158 km이며 라인강, 아레강, 론강 다음 순이다. 가장 높은 지점은 다마스톡으로 해발 3,630 m이다.
고타드 고개에서 발원하여 로이스강은 우르세렌탈을 지나 쇨레넨 고개를 통과한다. 루체른호를 통하며 루체른시를 통과한다.